# 2283 Bunke
2283 Bunke је астероид главног астероидног појаса чија средња удаљеност од Сунца износи 2,248 астрономских јединица (АЈ).
Апсолутна магнитуда астероида је 12,7.